# حميط متفرع
حميط متفرع (الاسم العلمي:Tragia ramosa) هو نوع نباتي يتبع جنس الحميط من فصيلة الحلابية.